# بیمارستان شهید بهبودی (قزوین)
بیمارستان شهید بهبودی بیمارستانی است درمانی وابسته به نیروی زمینی ارتش جمهوری اسلامی ایران واقع در قزوین است. مرکز درمانی شهید بهبودی پس از مهار بیماری کرونا، در سال ۱۴۰۲، بر اساس ابلاغ ستاد کل نیرو‌های مسلح، از مرکز محدود جراحی به بیمارستانی به تغییر ماهیت داد.